# SpVgg Unterhaching
SpVgg Unterhaching este un club de fotbal din Unterhaching, Germania care evoluează în Regionalliga Bayern.